# Parafia Matki Bożej Częstochowskiej w Starym Brusie
Parafia Matki Bożej Częstochowskiej w Starym Brusie – parafia rzymskokatolicka w Starym Brusie.
Parafia erygowana w roku 1919. 
Obecny kościół parafialny murowany wzniesiony w latach 1805–1807 jako cerkiew unicką. W 1918 r. rekoncyliowany na świątynię rzymskokatolicką. Najcenniejszymi elementami wyposażenia kościoła jest klasycystyczna chrzcielnica z około 1807 roku z piaskowca oraz rzeźba św. Nepomucena o charakterze późnobarokowym z początku XIX wieku. Kościół parafialny, wraz z cmentarzem, dzwonnicą z początku XIX w. i kapliczką przykościelną został wpisany do rejestru zabytków pod nr A/136[3].

## Zasięg parafii
Terytorium parafii obejmuje: Stary Brus, Nowy Brus, Dębinę, Kamień, Kołacze, Laski Bruskie, Lubowierz, Mariankę, Mietułkę, Nowiny, Skorodnicę oraz Kułaków.